# L'uomo della valle
L'uomo della valle (Man from God's Country) è un film del 1958 diretto da Paul Landres.
È un film western statunitense con George Montgomery, Randy Stuart e Gregg Barton.

## Trama
Dan Beattie abbandona il suo lavoro di sceriffo per spostarsi più a ovest e ricongiungere il suo vecchio amico di guerra Jack Warren nella città di Sundown. All'inizio scambiato per un agente ferroviario da Bill Garland, un uomo d'affari di Sundown che vuole tenere la ferrovia lontano dalla sua città, Dan viene quasi ucciso dallo scagnozzo di Garland, Mark Faber. Dan scopre che il suo vecchio amico Jack lavora per Garland. Anche dopo aver appreso la vera identità di Dan, Garland lo considera un problema e complotta per liberarsi di lui. Con l'aiuto del figlio di Jack, Stony, Dan cerca di convincere Jack a prendere posizione dalla parte della legalità.

## Produzione
Il film, diretto da Paul Landres su una sceneggiatura di George Waggner, fu prodotto da Scott R. Dunlap per la Allied Artists Pictures e girato nell'Iverson Ranch a Chatsworth, Los Angeles, California, dall'8 luglio a metà luglio 1957. Il titolo di lavorazione fu  New Day at Sundown.

## Colonna sonora
- New Day at Sundown - parole di Jack Brooks, musica di Gerald Fried, cantata da Randy Stuart

## Distribuzione
Il film fu distribuito con il titolo Man from God's Country negli Stati Uniti dal 9 febbraio 1958 al cinema dalla Allied Artists.
Altre distribuzioni:
- in Germania Ovest il 31 luglio 1959 (Männer, die in Stiefeln sterben)
- in Austria nel settembre del 1959 (Männer, die in Stiefeln sterben)
- in Finlandia il 19 febbraio 1960 (Tappajien maa)
- in Francia il 30 marzo 1962 (Le bagarreur du Montana)
- in Brasile (Duelo ao Amanhecer)
- in Spagna (El hombre del país de Dios)
- in Grecia (Aftoi pou nikisan tous nomous)
- in Grecia (I ekdikisis tou Gringo)
- in Italia (L'uomo della valle)
- negli Stati Uniti (New Day at Sundown)

## Promozione
Le tagline sono:
- THE BIG MONTANA STORY!
- The shooting saga of Beattie, who bought the law to Sundown...murder town!
- MONTANA...gun-raw...gun-ruled...gun hell!